# Si (nota)
Na música, o Si, ou B (sistema de cifras), é uma nota musical que ressoa com frequência 494 Hz e, é também a sétima nota da escala diatônica de dó maior (escala padrão Dó M).

## Nome
O nome original desta nota deriva das iniciais de Sante Iohannes (São João), último verso do hino religioso Ut queant laxis, usado por Guido d'Arezzo para nomear todas as notas musicais:
Ut queant laxis
resonare fibris
mira gestorum
famuli tuorum
solve polluti
labii reatum
→Sante  Iohannes. (Si)
Deste hino cantochão, composto pelo historiador lombardo Paulo Diácono (Século VIII), teria servido Guido D'Arezzo no Século XI, por volta de 1025, para nomear os sons da escala diatônica de Dó.
Antes da adoção do solfejo, as notas eram chamadas por letras. A nota si corresponde à nota B. Em diversas línguas este nome ainda é usado e mesmo em português usa-se o nome B em cifras.
Em alguns casos, utiliza-se a letra H para indicar a nota si e B para indicar o si bemol. Isso é um resquício dos primeiros acidentes a serem introduzidos na notação musical. Na Idade Média, os intervalos de quarta aumentada (ou trítono) e segunda menor nunca eram utilizados no canto gregoriano por serem fortemente dissonantes. O intervalo entre a nota F (fá) e B (si) forma um trítono. Para evitá-lo, o B passou a ter sua afinação abaixada sempre que tocada próxima a um F. O B com afinação abaixada era representado na notação neumática por uma letra B arredondada (chamada de B suave ou B molle), enquanto que o B sem alteração era desenhado como um B quadrado - B quadratum. Isso deu origem aos nomes dos acidentes atuais bemol e bequadro. O B quadrado passou gradualmente a ser representado por uma letra H e essa notação se manteve até os dias de hoje nos países de língua alemã

## Altura
No temperamento igual, a nota si que fica logo acima da nota dó central do piano (B4), tem a freqüência aproximada de 494 Hz e possui dois enarmônicos, lá dobrado sustenido (A♯♯) e dó bemol (C♭).